# Lago Mapanuepe
El lago Mapanuepe es un lago de agua dulce situado en la provincia de Zambales en Filipinas. El lago fue creado después de la erupción cataclísmica del monte Pinatubo en 1991. Los lahares después de la erupción bloquearon el drenaje del río Mapanuepe, al sur del volcán, inundando el Valle Mapanuepe junto con sus asentamientos. Solo el campanario de la iglesia que sobresale del agua se mantuvo en uno de los pueblos.
El lago de Mapanuepe está situado en la confluencia de los ríos Marella y Mapanuepe que se unen para convertirse en el río Santo Tomás.